# Michael von Rospatt
Michael von Rospatt (* 19. Januar 1935 in Frankfurt am Main; † 7. November 2020) war ein deutscher Schauspieler und Hörspielsprecher.

## Leben
Eine Ausbildung erhielt er an der Schauspielschule Genzmer in Wiesbaden. Erste Festengagements hatte er am Stadttheater Kiel und der Landesbühne Wilhelmshaven, wo er in den Stücken Ein Sommernachtstraum oder Anna und der König mitwirkte. Spätere Anstellungen führten ihn ans Thalia Theater, Hamburg, ans Fritz-Remond-Theater, das Volkstheater Frankfurt und die Freilichtbühne.
Im Fernsehen war Rospatt seit den 1970er Jahren zu sehen. Neben wiederkehrenden Rollen in PS – Geschichten ums Auto oder einer Literaturverfilmung von Rosamunde Pilcher war er immer wieder mit Gastauftritten in Produktionen wie Gute Zeiten, schlechte Zeiten, Peter Strohm oder Stubbe zu sehen.

## Filmografie
- 1971: Hamburg Transit: Der Tod im Koffer
- 1972: Im Auftrag von Madame – Sprechen Sie Muong
- 1975–1976: PS – Geschichten ums Auto
- 1979: St. Pauli-Landungsbrücken – Fluchtpläne
- 1980: Grenzfälle
- 1983–1988: Eigener Herd ist Goldes wert
- 1988: Tatort – Die Brüder
- 1990: Das Haus am Watt
- 1992: Gute Zeiten, schlechte Zeiten
- 1993: Evelyn Hamanns Geschichten aus dem Leben
- 1996: Rosamunde Pilcher: Eine besondere Liebe
- 2000: Polizeiruf 110 – Die Macht und ihr Preis
- 2005: Die Rettungsflieger: Abschied vom Glück
- 2005: Adelheid und ihre Mörder – Heiße Ware
- 2008: Stubbe – Von Fall zu Fall: Dritte Liebe
- 2013: Herzensbrecher – Vater von vier Söhnen: Ein Quäntchen Trost
- 2014: Toilet Stories
- 2017: Nord Nord Mord – Clüver und die tödliche Affäre (Fernsehreihe)
- 2018: Großstadtrevier – Pauls Abschied
- 2020: Hello Again – Ein Tag für immer
- 2021: Heute stirbt hier Kainer

## Hörspiele
- 1989: Die drei ??? und der schrullige Millionär (Folge 46, als Millionär Pilcher)
- 1990: TKKG: Der Gauner mit der goldenen Hand (Folge 66, als Otto Plegel)
- 1990: TKKG: Achtung, die Monsters kommen! (Folge 69, als Dr. Hartwig Beißinger)
- 1993: TKKG: Spuk aus dem Jenseits (Folge 82, als Albrecht Demonius)
- 1995: Die drei ???: Diamantenschmuggel (Folge 65, als Andrew)
- 1995: TKKG: Der grausame Rächer (Folge 92, als Martin Doppelstock)
- 1996: Die drei ??? und das Geheimnis der Särge (Folge 67, als Barbette Eberle)
- 1996: Die drei ???: Späte Rache (Folge 69, als Sprecher Matt Bradys am Anfang[1])
- 1996: TKKG: Hilflos in eisiger Nacht (Folge 99, als Fred Zeiler)
- 1996: TKKG: Fieser Trick mit Nr. 100 (Folge 100, als Kaufinterressent)
- 1999: TKKG: Klassenfahrt zur Hexenburg (Folge 116, als Hubert von Zachwang)
- 2003: Die drei ???: Die Höhle des Grauens (Folge 111, als Jack Donnelly)
- 2003: TKKG: Oskar jagt die Drogendealer (Folge 139, als U-Bahn-Ansage)
- 2012: Die drei ???: Im Zeichen der Schlangen (Folge 157, als Gizmo)
- 2016: Die drei ???: Das silberne Amulett (Folge 187, als Gerald)